# FC Rimavská Sobota
Maillots
Dernière mise à jour : 5 février 2012.
Le MŠK Rimavská Sobota est un club de football slovaque basé à Rimavská Sobota.

## Bilan européen
Note : dans les résultats ci-dessous, le score du club est toujours donné en premier
| Saison | Compétition     | Tour          | Club               | Domicile | Extérieur | Total |
| ------ | --------------- | ------------- | ------------------ | -------- | --------- | ----- |
| 1998   | Coupe Intertoto | Premier tour  | Omagh Town         | 1 - 0    | 2 - 2     | 3 - 2 |
| 1998   | Coupe Intertoto | Deuxième tour | Sampdoria de Gênes | 0 - 2    | 1 - 0     | 1 - 2 |

Légende
- Victoire ou qualification pour le tour suivant
- Match nul
- Défaite ou élimination de la compétition